# معن بن عيسى
أبو يحيى معن بن عيسى بن يحيى بن دينار القزاز أحد رواة الحديث النبوي، ومن كبار أصحاب مالك بن أنس.
ولد بعد الثلاثين ومائة. حدث عن ابن أبي ذئب، ومالك بن أنس، ومعاوية بن صالح، وأبي الغصن ثابت بن قيس، وأبي بن عباس بن سهل الساعدي، وموسى بن علي بن رباح، وإسحاق بن يحيى بن طلحة، وخالد بن أبي بكر العمري، وعبد العزيز بن المطلب بن عبد الله، وهشام بن سعد، وموسى بن يعقوب الزمعي، وعبد الله بن المؤمل، وسعيد بن السائب الطائفي، وإبراهيم بن طهمان، وعبد الرحمن بن أبي الموال، وقيس بن الربيع، ومحمد بن مسلم الطائفي. حدث عنه أحمد بن حنبل، وعلي بن المديني، ويحيى بن معين، وأبو خيثمة، وقتيبة، وهارون الحمال، ومحمد بن يحيى العدني، وعلي بن شعيب السمسار، والحسين بن عيسى البسطامي، وإسحاق بن بهلول، ونصر بن علي، ويونس بن عبد الأعلى، وأبو بكر محمد بن خلاد، وعلي بن ميمون العطار.
روى الميموني عن أحمد بن حنبل قال: «ما كتبت عن معن شيئا». قال إسحاق بن موسى الأنصاري: «سمعت معنا يقول كان مالك لا يجيب العراقيين في شيء من الحديث، حتى أكون أنا أسأله عنه، وكل شيء من الحديث في الموطأ سمعته من مالك إلا ما استثنيت أني عرضته عليه، وكل شيء من غير الحديث عرضته على مالك إلا ما استثنيت أني سألته عنه». قال أبو حاتم: «أثبت أصحاب مالك وأوثقهم معن بن عيسى، وهو أحب إلي من عبد الله بن نافع الصائغ، ومن ابن وهب» . قال ابن سعد: « كان معن يعالج القز بالمدينة، ويشتريه، وكان له غلمان حاكة، وكان يشتري، ويلقي إليهم، ثم قال مات بالمدينة في شوال سنة ثمان وتسعين ومائة وكان ثقة كثير الحديث ثبتا مأمونا».

## وفاته
توفي معن بن عيسى القزاز سنة 198 هـ.